# Religioni in Malawi
La religione più diffusa in Malawi è il cristianesimo. Secondo il censimento del 2018, i cristiani sono il 77,4% della popolazione e sono in maggioranza protestanti; la seconda religione è l'islam, seguito dal 13,8% della popolazione; l'1,1% della popolazione segue le religioni africane tradizionali; il 5,6% della popolazione segue altre religioni e il 2,1% della popolazione non segue alcuna religione. Una stima del 2015 dell'Association of Religion Data Archives (ARDA) ha dato i cristiani al 79% della popolazione, i musulmani al 13,1% della popolazione, le religioni africane tradizionali al 6% della popolazione, coloro che non seguono alcuna religione all'1,3% circa della popolazione e coloro che seguono altre religioni allo 0,6% circa della popolazione. La differente valutazione riguardo al numero di seguaci delle religioni africane si può spiegare con il fatto che alcune pratiche religiose tradizionali sono talvolta praticate anche da cristiani e musulmani, creando forme di sincretismo religioso.
La costituzione del Malawi riconosce la libertà di coscienza e di religione e proibisce le discriminazioni religiose. Per le organizzazioni religiose la registrazione presso il governo non è richiesta per l'esercizio dell'attività religiosa ma è necessaria per acquisire uno status legale e potere gestire conti in banca, possedere proprietà, affittare immobili, ottenere servizi come acqua ed elettricità ed avere agevolazioni fiscali. Nelle scuole pubbliche, l'insegnamento della religione è obbligatorio nelle scuole primarie e disponibile su opzione nelle scuole secondarie. Le scuole private cristiane e musulmane offrono l’istruzione religiosa su argomenti riguardanti la propria fede.

## Religioni presenti

### Islam
I musulmani del Malawi sono in maggioranza sunniti, con una piccola minoranza di sciiti.

### Religioni africane
Le religioni africane tradizionali basate sull’animismo credono in un essere supremo e negli spiriti, che possono controllare forze soprannaturali. È molto importante la venerazione degli spiriti degli antenati ed è diffusa anche la credenza nella magia.

### Altre religioni
In Malawi sono presenti seguaci dell’ebraismo, del bahaismo, dell’induismo e del sikhismo. Sono presenti anche seguaci di nuovi movimenti religiosi, principalmente il rastafarianesimo.